# 昆仑 (漫画)
昆仑（英語：K'un-L'un）是漫威漫画宇宙中的一个虚构地理位置，通常与铁拳侠有关。

## 出版历史
“昆仑”首次出现于《惊奇首映 #15》（1974年5月），由罗伊·托马斯和吉尔·凯恩创作。
该名来源于中国西藏的昆仑山。
“昆仑”被收录在《漫威公司官方手册》之中。

## 简介
因外星飞船掉入了这个与地球交叉的口袋空间之中，“昆仑”成为了一个[类人类]体的大本营。后来，丹尼尔·兰德发现了这片叫做昆仑的地方。在那里，他获得了超能力，成为了铁拳侠。
这片地区的主导生物是“海尔斯瑞”，统治者是可汗大师、玉帝和雷公。进入这一空间的常规方法是利用法术。